# Bärenthaler Kalktuff

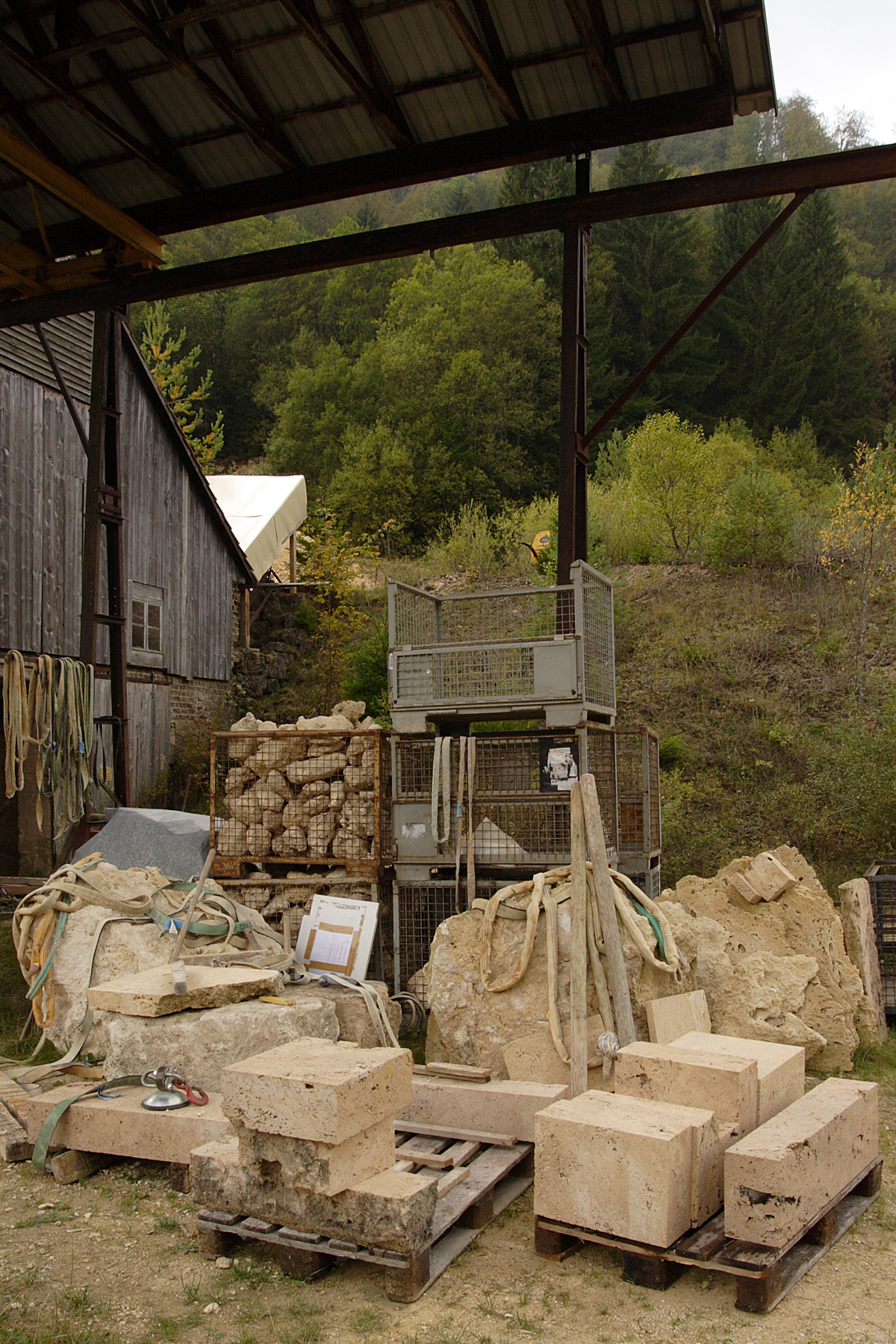
Noch betriebener Steinbruch, westliche Flussseite von Bärenthal mit Kalktuff aus dem Holozän

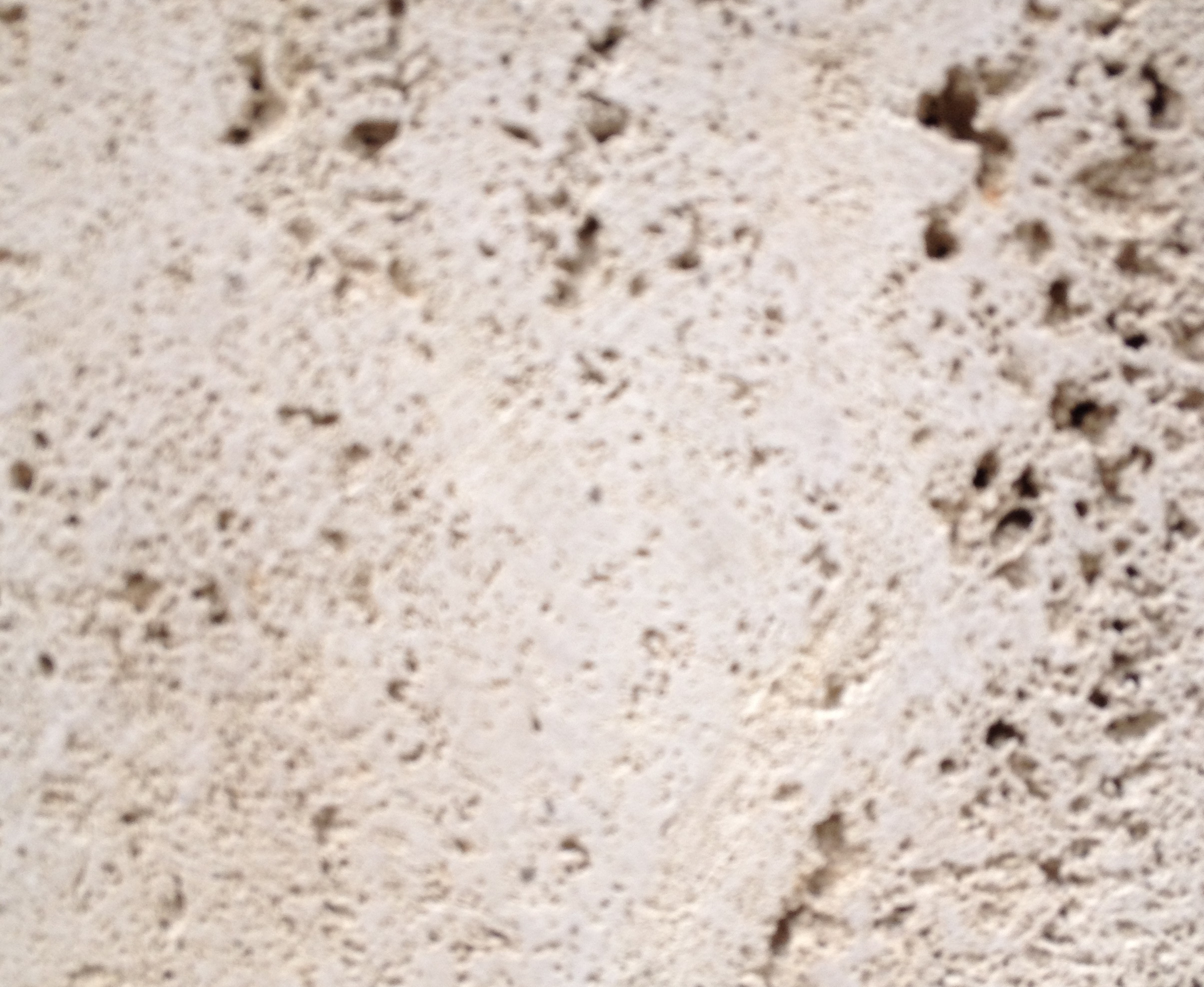
Oberfläche eines geschliffenen Musters (ca. 12 × 12 cm) des Bärenthaler Kalktuffs, das die unterschiedliche Porenbildung dieses Gesteins zeigt

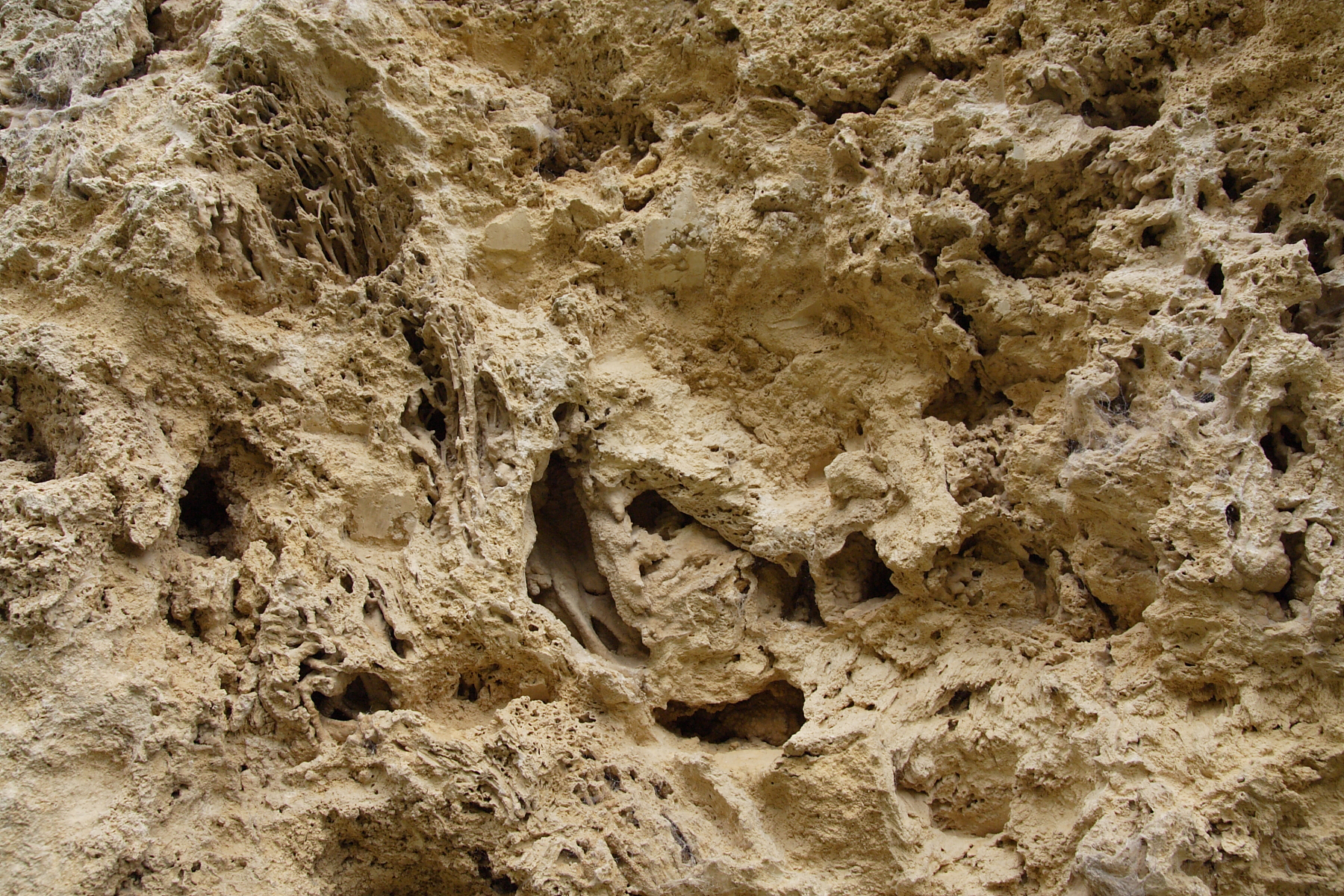
Detail eines Kalktuff-Sediments, Bärenthal-Ensisheim

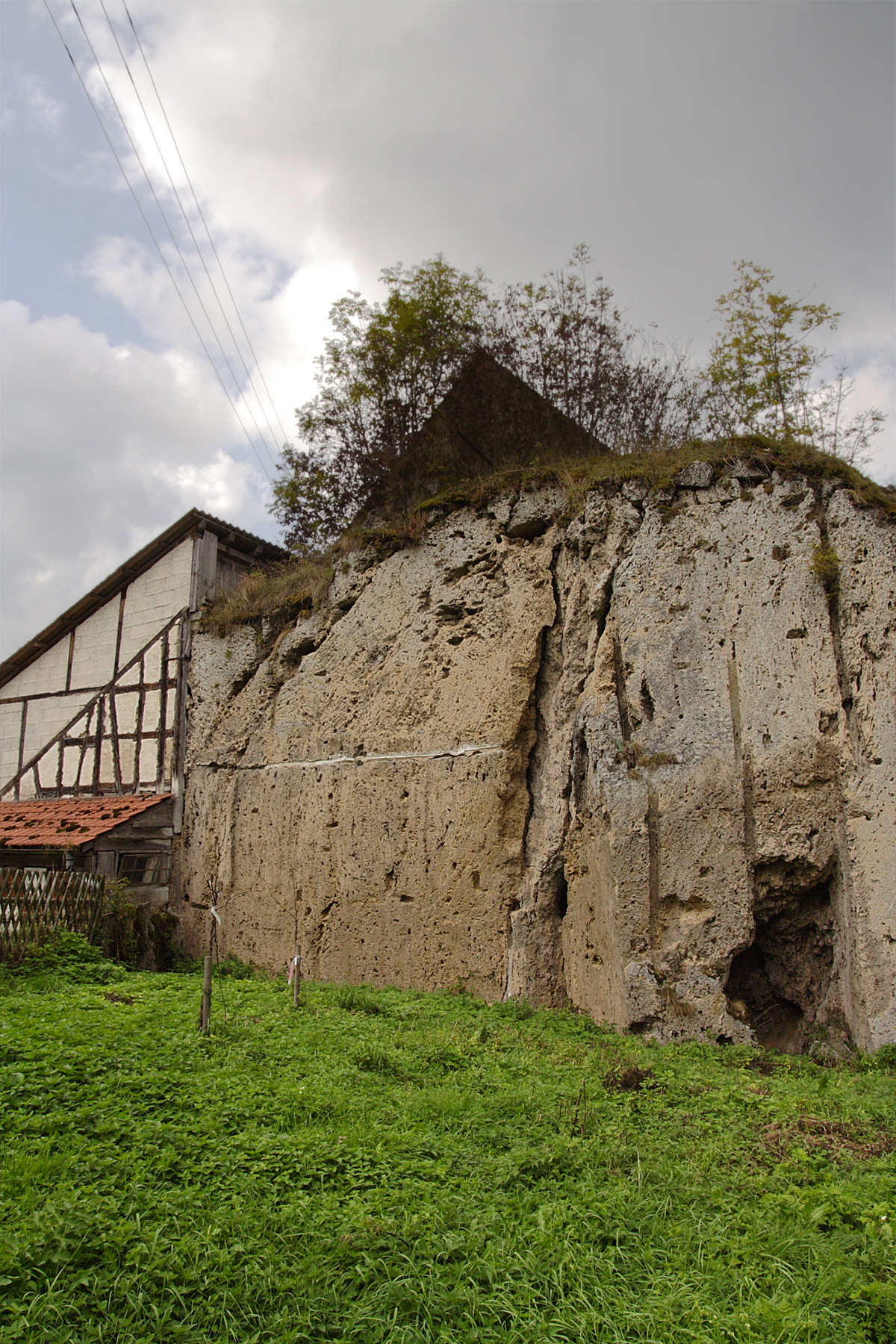
Reste einer großen Kalktuffbarre, ehemaliger Steinbruch, Bärenthal-Ensisheim, Bäratal

Der Bärenthaler Kalktuff ist ein Süßwasserkalkstein der Schwäbischen Alb, der bis heute in der Gemeinde Bärenthal im Landkreis Tuttlingen abgebaut wird. Diese Kalktuffe sind in Deutschland im Jura (vor allem der Schwäbischen Alb) und im Muschelkalk von Nordwürttemberg verbreitet und an vielen Stellen abgebaut worden. Die meisten dortigen Kalktuffvorkommen sind heute (2020) erschöpft. In den 1890er Jahren und 1930er Jahren war der Kalktuff aus dem Bäratal ein häufig verwendeter Baustein in Südwestdeutschland. Im Bäratal wird nur noch ein Nebenerwerbs-Abbau dieses Natursteins betrieben.

## Vorkommen
Auf der westlichen Talseite von Bärenthal liegt noch heute eine über 700 Meter lange linsenförmige Kalktuff-Decke des Bäratals. An Hängen des Bäratals (Obere- und Untere Bära, Ensisheim) sind weitere sechs Kalktuff-Sedimentationen nachgewiesen. Am südlichen Ende der Kalktuffdecke ist ein Wasserfall als Naturdenkmal „Bärenthaler Tuffsteinkaskaden“ eingetragen. Hier bildet sich auch heute noch frischer Kalktuff. Ein Teil der großen Kalktuff-Decke ist bis heute ein noch als Nebenerwerbsbetrieb geführter Steinbruch. Die für die Werksteingewinnung geeignete abgelagerte Schicht, die gut gefestigt ist, beträgt etwa 4 bis 5 Meter. Im Bäratal befanden sich früher mehrere Steinbrüche. Die Mächtigkeit in Bärenthal kann bis zu 9 Metern, in Ensisheim noch mehr betragen.
Im Weiler Ensisheim, 2,1 km nördlich, aber noch zur Gemeinde Bärenthal gehörend, liegen frei zugänglich noch sehr sehenswerte große Teile einer Kalktuffbarre. Man sieht zwei gut erhaltene Abbaureste mit senkrechten Wänden, an denen Aufbau und Strukturen der Kalktuffe gut erkennbar sind, sowie das Verfahren ihres Abbaus nachvollziehbar ist. Höhlen, Nischen und typische Verkarstungserscheinungen (z. B. Reste von Blättern, Baumzweigen, hohle Zwischenräume) sind noch erhalten.

## Gesteinsbeschreibung
Bei diesem weißen bis cremefarbigen Gesteinstyp handelt es sich um ein Gestein mit großen Poren. Er besteht aus von Kalk ummantelten Schilfen, Gräsern, Moosen und auch vereinzelt Ästen und weiteren Süßwasserpflanzen. Es gibt aber auch dichte Stellen in dem Gestein.

## Verwendung
Der Gesteinsabbau des Bärenthaler Kalktuffs erfuhr in den 1890er Jahren eine große Nachfrage, da die Bahnhöfe der Bahnstrecke Tuttlingen–Inzigkofen aus diesem Tuffgestein gebaut wurden. In den 1930er Jahren kam dieser Tuff für Straßenbauwerke an Autobahnen in Südwestdeutschland zum Einsatz.
Verwendet wird  Kalktuff derzeit (2020) lediglich in geringem Umfang. Er wird vor allem für Abdeckplatten, Mauersteine, in der Gartengestaltung zum Bau von künstlichen Grotten und als Bruchstein in Aquarien verwendet. Eingesetzt wird er auch für Restaurierungen historischer Bauwerke. In fester Form ist er als Naturstein gut wärmeisolierend, witterungs- und frostbeständig, aber gegen Aggressorien nicht beständig. Er kann nicht poliert werden.
Verbaut wurde dieser Kalktuff beispielsweise am Stadttor in Mühlheim an der Donau, für die Stadtkirchen in Spaichingen und Stetten an der Donau oder für das Bärenthaler Pfarrhaus. Weitere Verwendung fand Bärenthaler Kalktuff für Stützmauern und Brücken am Albaufstieg Aichelberg und für die Drachenlochbrücke, Festungsanlagen, Reduit in Ulm, für zahlreiche Bahnhöfe zwischen Tuttlingen und Ulm und für die Stadtkirche in Geislingen an der Steige.

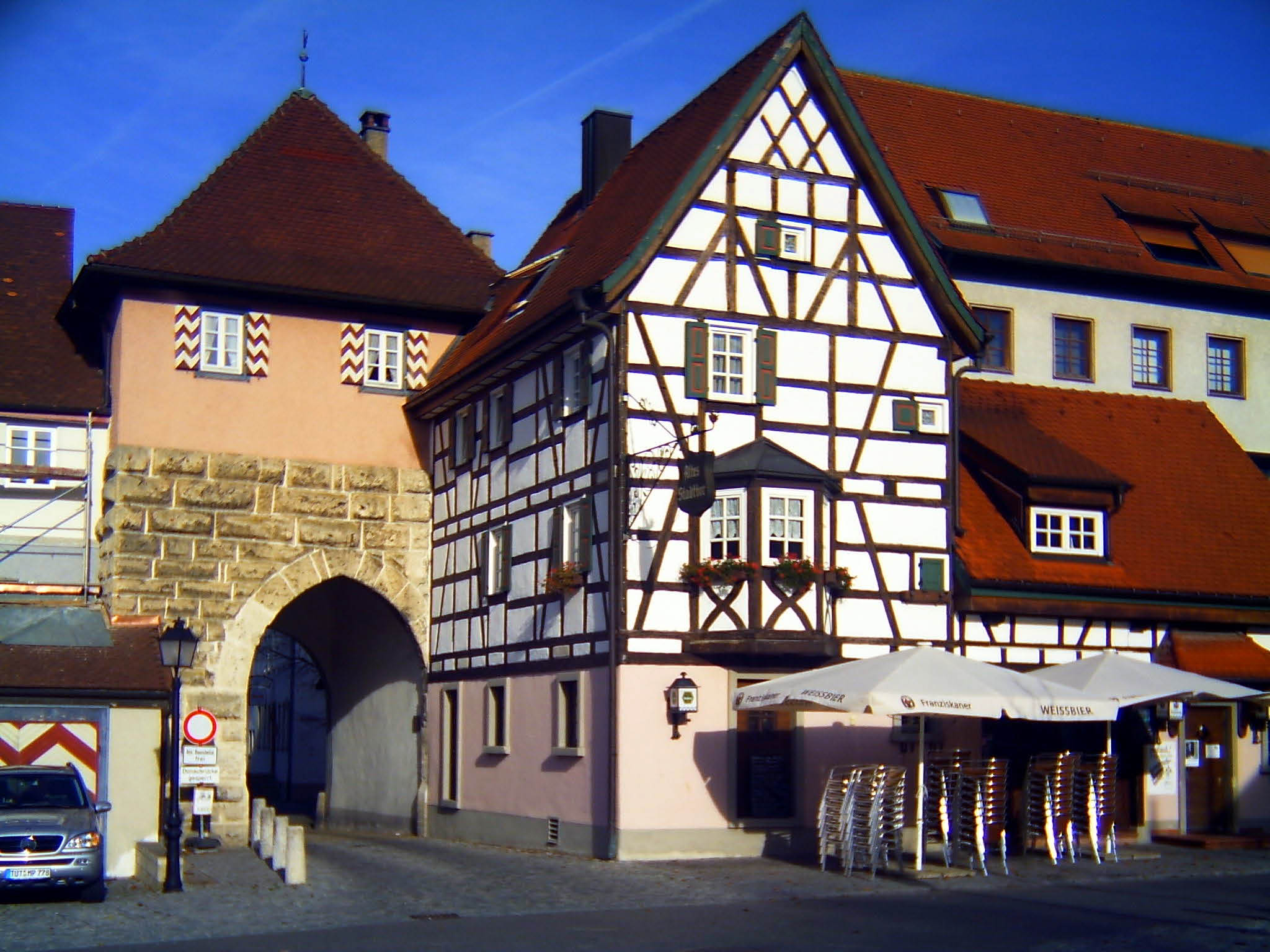
Stadttor in Mühlheim an der Donau
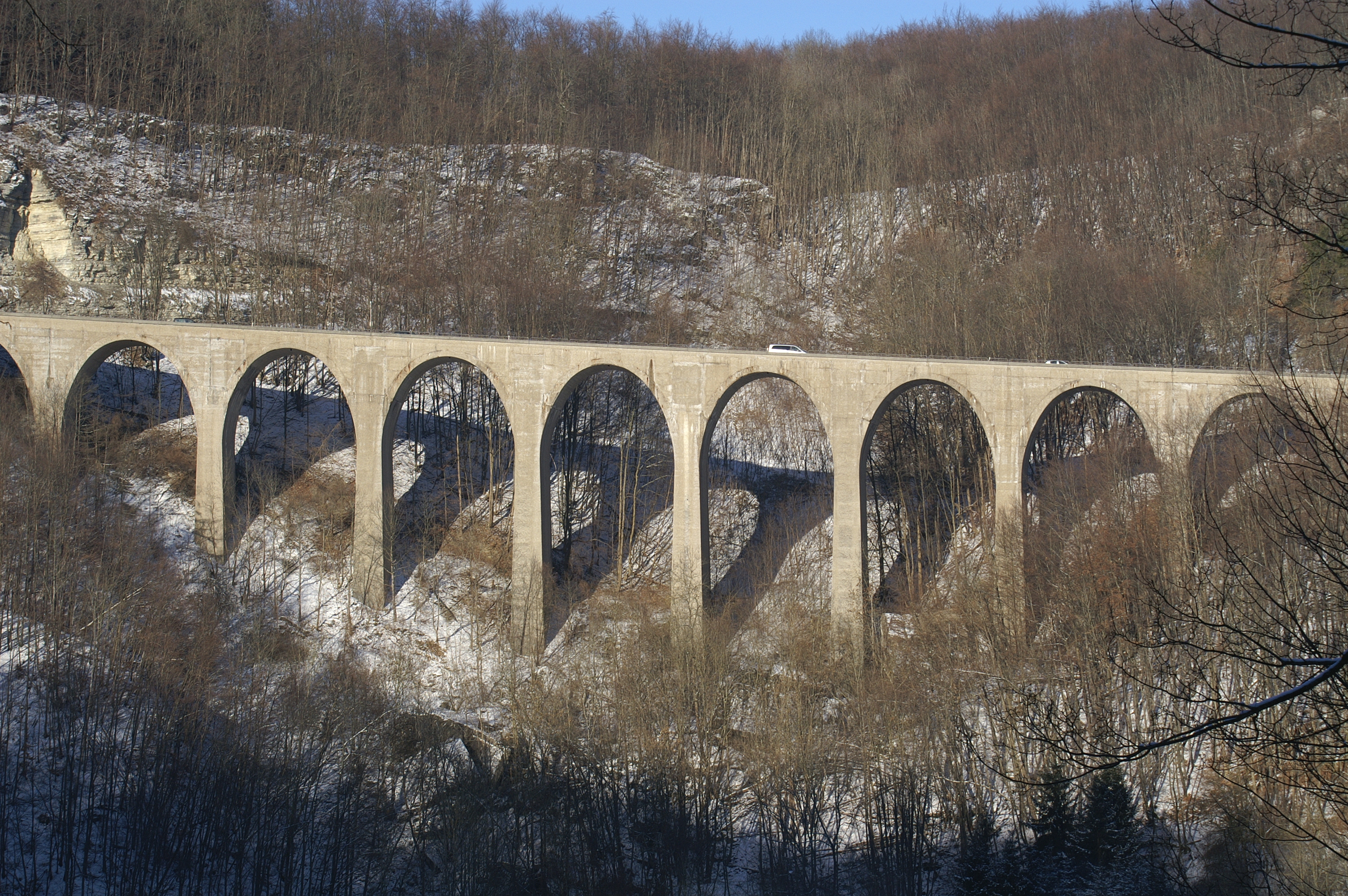
Drachenlochbrücke am Albaufstieg Aichelberg
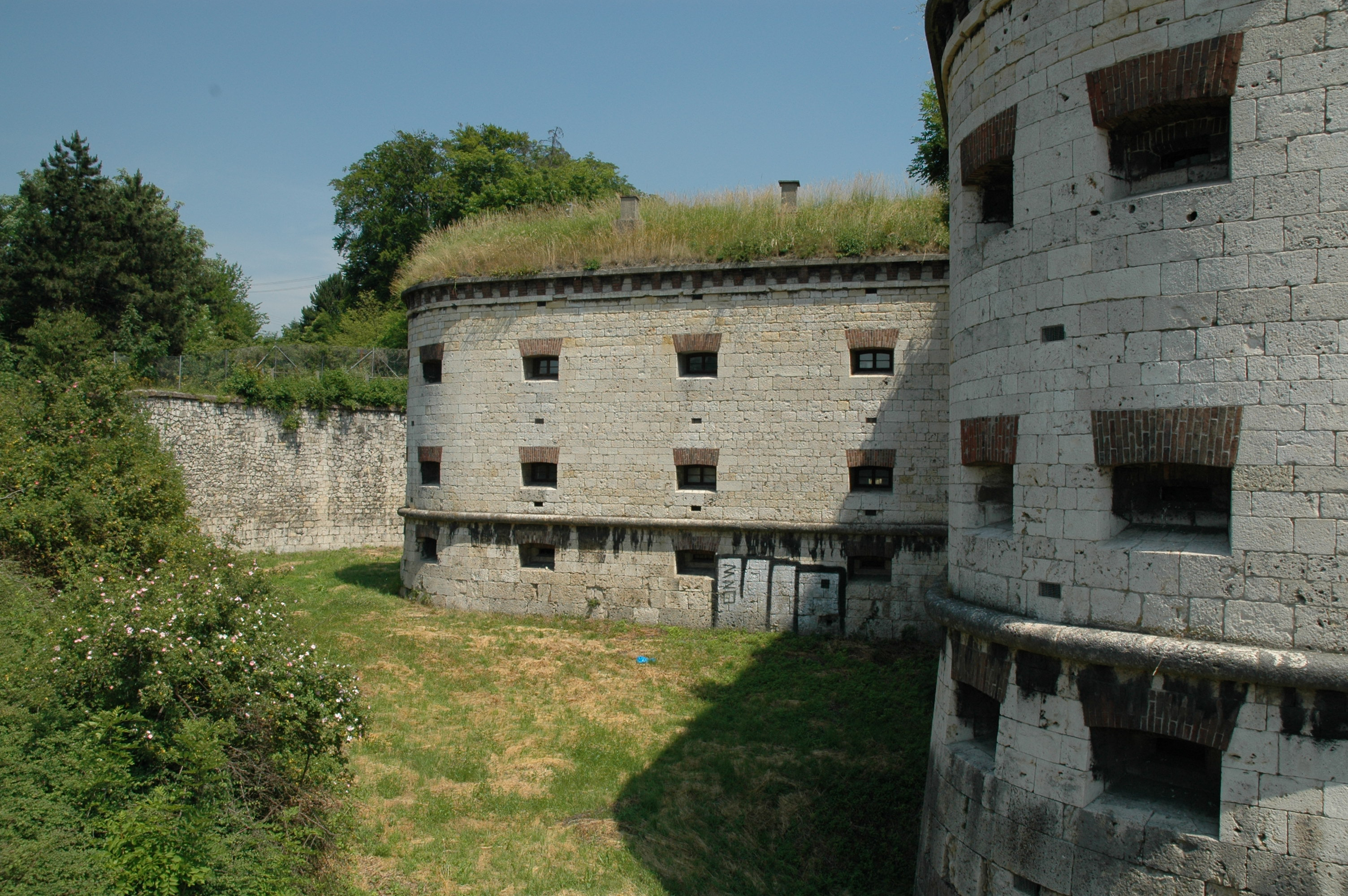
Reduit in Ulm
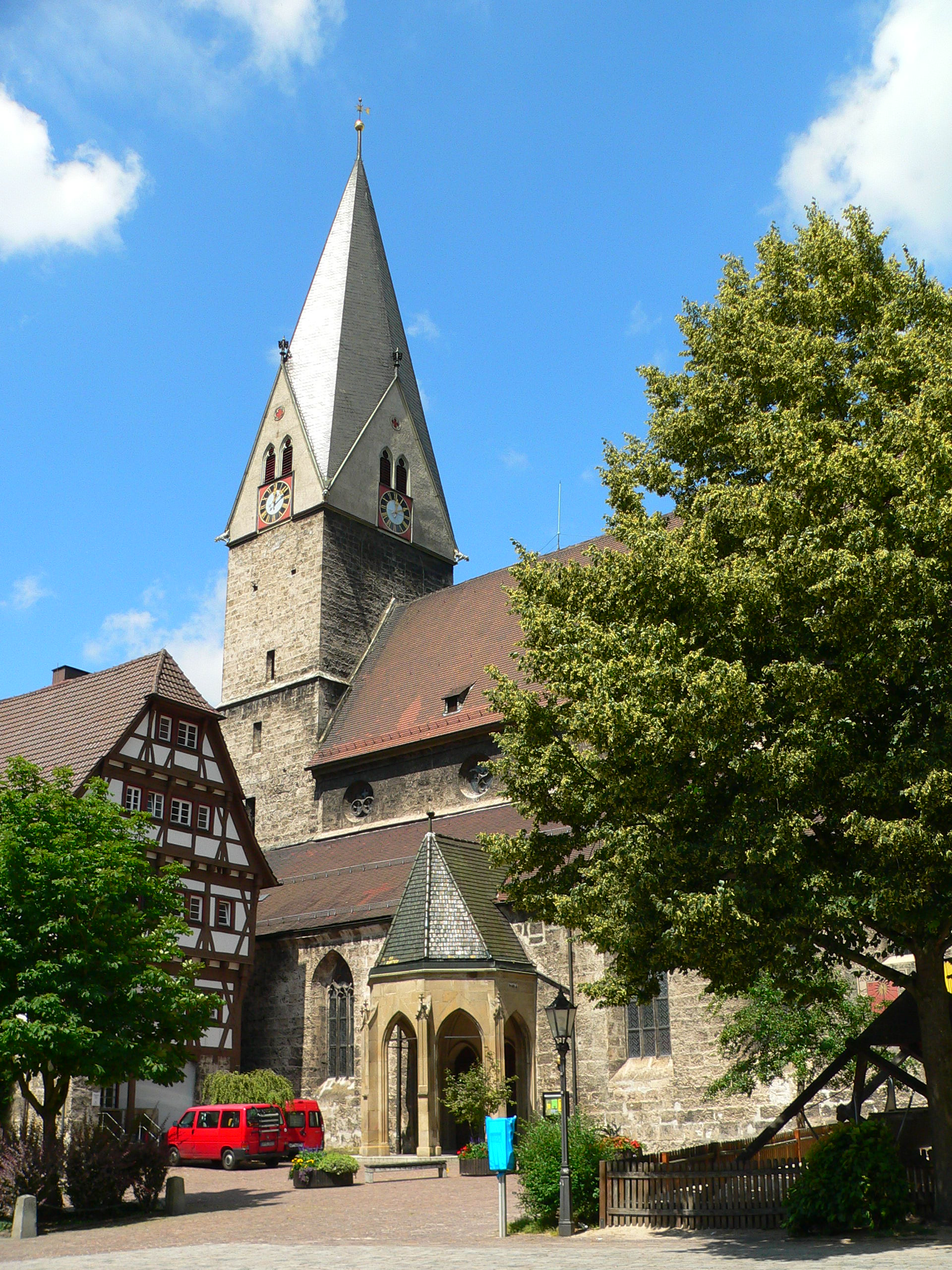
Stadtkirche in Geislingen an der Steige
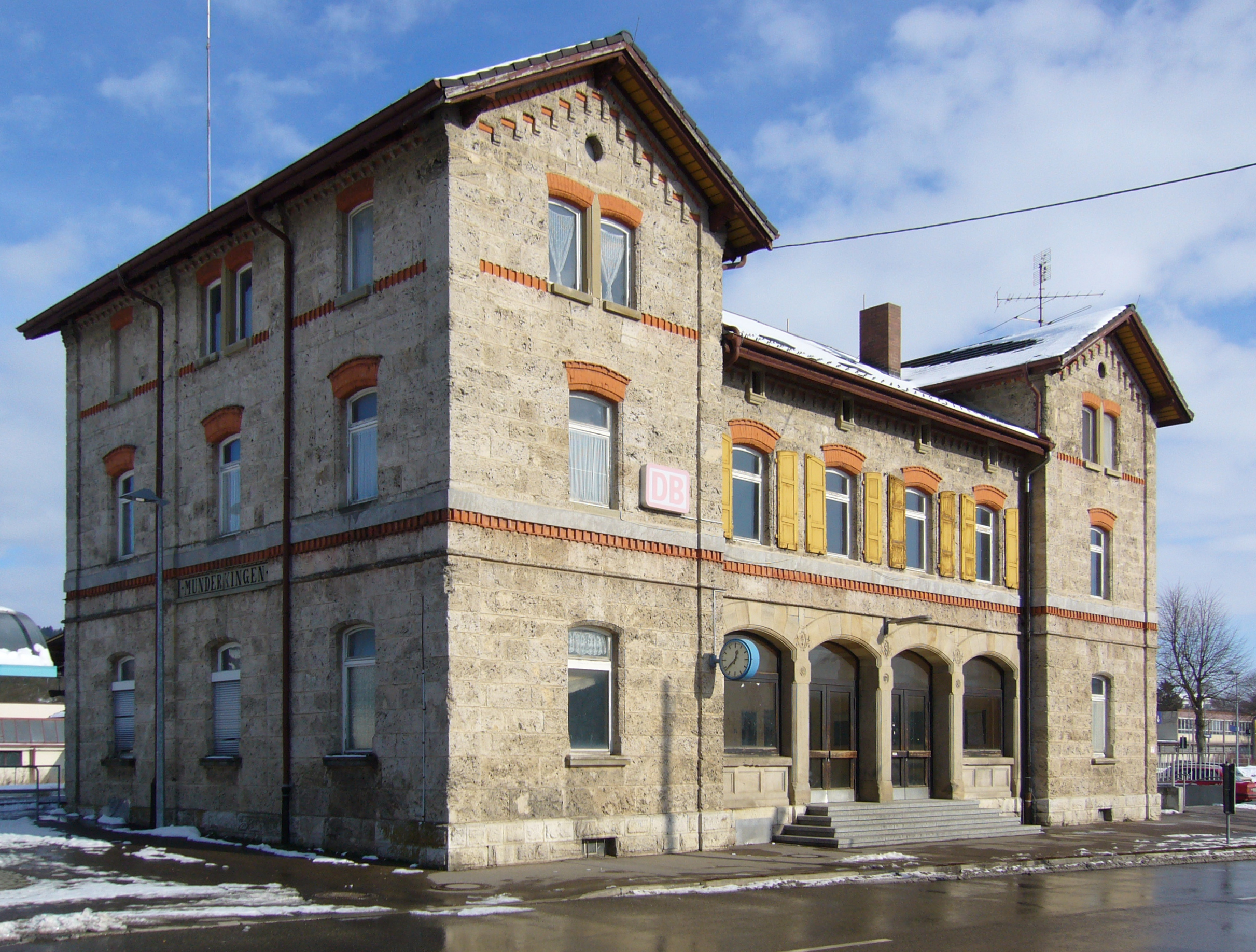
Bahnhof Munderkingen an der Donautalbahn

## Abbau
Abgebaut wird der Bärenthaler Kalktuff mit dem Einsatz einer Schwertsäge ohne Verwendung von Kühlwasser. Rohblöcke lassen sich mit einer Kantenlänge von 0,50 bis 1,00 Metern gewinnen. Größere Rohblöcke werden selten gewonnen. Der feste Kalktuff zählt bearbeitungstechnisch betrachtet zu den Weichgesteinen. Kalktuff aus dem Bäratal kann in bergfeuchtem Zustand mit dem Beil, Handsäge oder auch Messer bearbeitet werden.